# Guy Boulanger
Pour les articles homonymes, voir Boulanger (homonymie).
Guy Boulanger, né le 6 juin 1963 à Sainte-Cécile-de-Whitton au Québec est un prélat canadien de l'Église catholique. Depuis 2020, il est l'évêque du diocèse de Rouyn-Noranda au Québec. Depuis le 16 septembre 2023, il est aussi l’évêque du diocèse d’Amos.

## Biographie
Guy Boulanger est né le 6 juin 1963 à Sainte-Cécile-de-Whitton en Estrie au Québec,,. Il a étudié à la polyvalente de Lac-Mégantic et au séminaire de Sherbrooke. Il est diplômé d'un baccalauréat en droit de l'Université de Sherbrooke. En 1984, il est entré au grand séminaire de Sherbrooke où il a été diplômé d'un baccalauréat en théologie. Par la suite, il a été diplômé d'une maîtrise en théologie pastorale par l'Université Laval.
Le 26 octobre 1991, il a été ordonné prêtre pour l'archidiocèse de Sherbrooke au Québec par Jean-Marie Fortier, archevêque de Sherbrooke,,. Il a été vicaire et curé dans différentes paroisses de l'archidiocèse de Sherbrooke. Par la suite, en 2000, il a été diplômé d'une licence en droit canonique par l'Université Saint-Paul d'Ottawa et, en 2007, d'un doctorat en droit canonique par la même université. De 2000 à 2020, il a été chancelier de l'archidiocèse de Sherbooke, puis, de 2012 à 2020, vicaire général du même archidiocèse. Il a également été président de l'Assemblée des chanceliers et chancelières du Québec.
Le 31 janvier 2020, il a été nommé, par le pape François, évêque du diocèse de Rouyn-Noranda au Québec dont il a pris possession le 21 mars suivant,,,. Le 28 août suivant, il a été consacré évêque en la cathédrale Saint-Joseph de Rouyn-Noranda avec Paul-André Durocher, archevêque de Gatineau, comme principal consécrateur et Gilles Lemay, évêque d'Amos, et Luc Cyr, archevêque de Sherbrooke, comme principaux co-consécrateurs,,.
Le pape François l’a nommé aussi évêque d’Amos le 16 septembre 2023. Il a pris possession du diocèse le 11 novembre 2023.

## Devise et armoiries
La devise de Guy Boulanger est « Tu me devances », tirée du Psaume 138, 5,.
Les armoiries de Guy Boulanger comprennent les couleurs bleu et rouge qui signifient qu'il a dû changer de région afin de devenir évêque. Elles comprennent aussi une bande dorée traversant l'écusson en diagonale qui signifie que le « Seigneur prépare la route à celui qu'Il appelle ». Sur la partie bleue, il y a un bouclier qui représente saint Michel, saint patron de l'archidiocèse de Sherbrooke, et des fleurs de lys qui représentent saint Joseph, saint patron du diocèse de Rouyn-Noranda. De son côté, la partie rouge comprend un vase représentant le lavement des pieds ainsi que la bienheureuse Marie-Léonie Paradis, patronne secondaire de l'archidiocèse de Sherbrooke.